# Club Al Shams
Maillots
Actualités
Le Al Shams Sporting Club (en arabe : نادي الشمس الرياضي), plus couramment abrégé en Al Shams, est un club égyptien de football fondé en 1962 et basé à Héliopolis, quartier du Caire, la capitale du pays.
Le club évolue dans le championnat d'Égypte.
Le club possède un des plus grands centres de formation du pays, ayant formé un grand nombre de footballeurs professionnels égyptiens.

## Histoire
Le club est fondé en mai 1962, en tant que club omnisports appelé à l'époque Heliopolis Sporting Club, situé dans les quartiers nord du Caire.
Al Shams ne participe qu'une seule fois dans l'élite du championnat égyptien de D1, lors de la saison 1997-98. Avec 5 victoires, 9 nuls, et 16 défaites, le club termine 16e (dernière place) et se voit relégué.

## Palmarès
- Néant